# Isaiah Rider
Pour les articles homonymes, voir Rider.
Isaiah Rider, Jr., également connu sous le nom de J.R. (né le 12 mars 1971 à Oakland (Californie)), est un ancien joueur américain professionnel de basket-ball, qui joua en NBA de 1993 à 2001.

## Biographie
Arrière d'1,96 m, Rider évolua dans deux junior colleges avant d'intégrer l'université du Nevada à Las Vegas. Il fut arrêté une fois lors de son séjour à UNLV, passant une nuit en prison après un incident dans un restaurant. L'entraîneur de l'équipe, Jerry Tarkanian, a acquis une réputation pour un programme de discipline avant que Rider n'ait des démêlés avec la justice, et après son arrestation, Rider participa à ce programme pour aider et témoigner envers les jeunes.
Malgré ces problèmes de comportement, Rider fut choisi par les Timberwolves du Minnesota avec le 5e choix de la draft 1993. Il se fit appeler « Isaiah » après s'être fait appeler « J.R. » à l'université. Il surprit la ligue pour son année rookie, réalisant trois matches à plus de 30 points en décembre 1993, remportant le Slam Dunk Contest lors du NBA All-Star Game 1994 avec un spectaculaire dunk entre les jambes, qu'il intitula « East Bay Funk Dunk » (le vétéran All-Star Charles Barkley le considéra comme le meilleur dunk qu'il avait jamais vu), et termina la saison 1993-1994 dans la All-Rookie First Team (premier cinq des débutants). Ce geste fut plus tard appelé « Rider Dunk ».
Lors de sa deuxième saison, Rider continua à montrer ses capacités au scoring, mais continua ses dérapages en dehors des parquets, qui perturberont sa carrière. Bien qu'il figure parmi les meilleurs marqueurs de la NBA avec 20,4 points par match en 94-95, Rider entre en conflit avec l'entraîneur de Minnesota Bill Blair au cours de l'année, aboutissant à une suspension en décembre. Rider remporta néanmoins le trophée « ESPY » du meilleur jeu produit en NBA.
Lors de la saison 1995-1996, Rider régressa et continua à se comporter irrespectueusement envers la direction des Timberwolves. Il eut aussi des problèmes hors des terrains : il frappa une gérante d'un bar sportif. Minnesota en eut finalement assez et le transféra aux Trail Blazers de Portland à l'issue de la saison pour pratiquement rien. En effet, en échange de Rider, les T-Wolves reçurent Bill Curley, James Robinson et un premier tour de draft 1997 ou 1998 (qui ne fut même pas utilisé, les Timberwolves sélectionnant Paul Grant en 1997 et Radoslav Nesterovic en 1998, sans utiliser le choix de Portland). Juste avant le transfert, il fut arrêté pour possession de marijuana. Rider fut condamné pour cela et possession d'un téléphone portable illégal (qui permettait de charger du temps de crédit d'appel sur le compte d'une autre personne). Trois semaines plus tard, il fut arrêté pour des paris illégaux en public à Oakland.
Dans une forte équipe de Portland, Rider inscrit moins de points, mais l'équipe connaissait des succès. Rider (qui demanda à ce qu'on l'appelle à nouveau « J.R. ») se disciplina lors de ses trois saisons à « Rose City », bien qu'il ne se transforma pas en citoyen modèle. Il fut suspendu pour un total de douze rencontres en trois années, dont une suspension de trois matches pour crachat.
Par la suite, les Hawks d'Atlanta estimèrent que Rider était la pièce manquante dans leur puzzle pour la saison 1998-1999, et ils envoyèrent Steve Smith aux Blazers contre Rider ainsi que Jim Jackson, un autre talent qui n'aura pas su exploiter son potentiel. Alors que son niveau de jeu était relativement mauvais, les incidents en dehors du parquet se multiplièrent : arrestations, querelles avec la direction, bagarre dans le parking du Philips Arena avec l'entraîneur des Thrashers d'Atlanta Curt Fraser, entraînements manqués, etc. Après que l'on apprit qu'il avait fumé de la marijuana dans une chambre d'hôtel d'Orlando, la ligue demanda qu'il passe un test antidrogue. Il refusa et dut payer une amende de 200 000 dollars. Rider fut alors de nouveau transféré après la résignation de son entraîneur Lenny Wilkens.
La nouvelle étape du tour de Rider fut les Lakers de Los Angeles. Phil Jackson prit Rider comme un défi, en rapport avec ses capacités à gérer les forts caractères (tels que précédemment, Dennis Rodman). Après une suspension de cinq matches pour violation du programme anti-drogue de la ligue, Rider améliora son comportement et joua 67 des 82 matches des Lakers, étant meilleur marqueur des joueurs du banc avec 7,6 points de moyenne. Cependant, il fut progressivement écarté de l'effectif, les Lakers privilégiant Greg Foster et Devean George pour le temps de jeu sur son poste. Son jeu se détériora petit à petit et il sembla que sa carrière se terminait.
Avant la saison 2001-2002, les Nuggets de Denver décidèrent que Rider pouvait passer outre ses problèmes, s'il retrouvait ses capacités de scoreur. Mais ses performances à Mile High City se limitèrent à dix rencontres, avant d'être évincé le 20 novembre 2001. Il devint évident que Rider n'avait plus le niveau pour évoluer en NBA. Il refusa de se retirer à cette époque, considérant qu'il pouvait toujours jouer si on lui donnait sa chance. Six années plus tard, il n'avait toujours pas rejoué en NBA.
En janvier 2006, il fut arrêté à Marin City, Californie pour avoir abusé d'une femme dans sa voiture. Il fut inculpé pour violence domestique et condamné à ne plus mettre les pieds à Marin City. En dépit de cette condamnation, il fut aperçu dans la région quelques semaines plus tard. Il fut arrêté dans le comté d'Alameda fin 2006 et incarcéré à la prison de Marin County après trois jugements dans ce comté. En février 2007, Rider plaida coupable et fut condamné à sept mois de prison, 120 heures de travaux d'intérêt général et trois années de probation. Il doit également suivre un programme de désintoxication.